# ایگوس-جانتس
ایگوس-جانتس (به فرانسوی: Aigues-Juntes) یک کمون در فرانسه است که در Canton of La Bastide-de-Sérou واقع شده‌است.

## خصوصیات
ایگوس-جانتس ۷٫۷۷ کیلومترمربع مساحت و ۴۱ نفر جمعیت دارد و ۵۸۰ متر بالاتر از سطح دریا واقع شده‌است.